# Eupithecia confusaria
Eupithecia confusaria là một loài bướm đêm trong họ Geometridae.